# Jean-François Pilâtre de Rozier

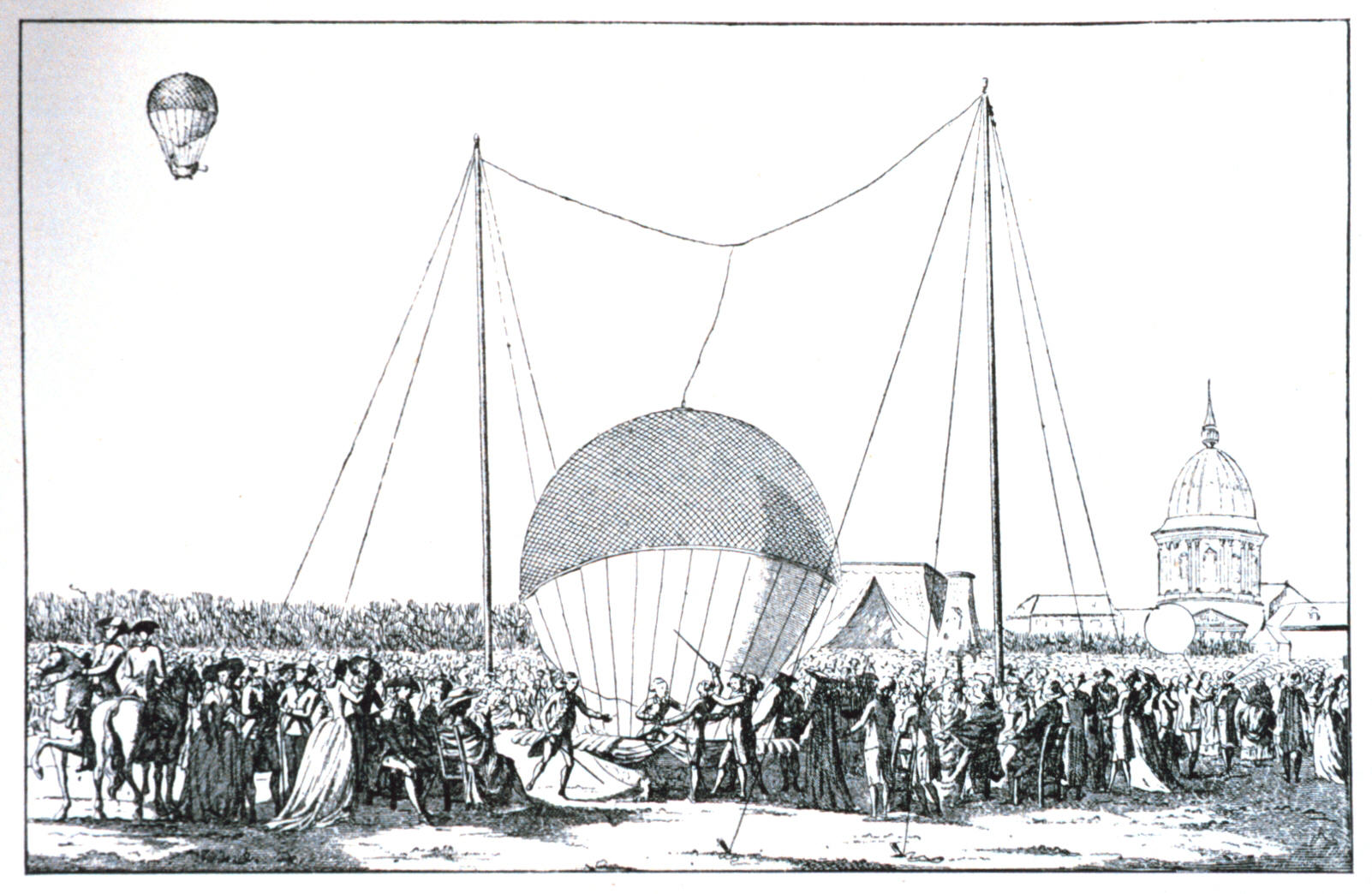
Primer ascens humà en un globus captiu, 15 d'octubre de 1783. Arribant a una altura de 25 metres, va ser realitzat pel Marquès d'Arlandes i Pilâtre de Rozier.

Jean-François Pilâtre de Rozier (Metz, 30 de març de 1754 - Boulogne-sur-Mer, 15 de juny de 1785) va ser un professor de física i química francès i un dels primers pioners de l'aviació. El seu globus aerostàtic es va estavellar prop de Wimereux en el Pas de Calais durant l'intent de creuar volant el Canal de la Mànega. Ell i el seu acompanyant, Pierre Romain, van passar a ser les dues primeres víctimes d'un accident aeri.

## Primers vols
Jean-François, el 4 de juny de 1783 va presenciar el primer vol del globus dels germans Montgolfier. El 19 de setembre va ajudar en el primer vol lliure tripulat per éssers vius, una cabra, un ànec i un gall, en el Aerostat Réveillon fabricat pels germans Montgolfier i Jean-Baptiste Réveillon. Aquest vol es realitzà al jardí frontal del Palau de Versalles.
Després de pujar en un globus captiu a una altura d'uns 25 metres, possiblement el 15 d'octubre de 1783, i de fer diverses proves, va protagonitzar el primer vol lliure tripulat de la història el 21 de novembre de 1783 acompanyat pel Marquès d'Arlandes. Durant el vol, de 25 minuts, utilitzant un globus aerostàtic dels germans Montgolfier, van arribar a una alçada de 3.000 peus (914m) damunt de París, recorrent una distància d'uns 9 kilòmetres des del Château de la Muette fins Butte-aux-Cailles, i des d'allà sobre els afores de París. Suficient combustible va romandre a bord al final del vol que hauria permès al globus volar entre quatre i cinc vegades més lluny. Tanmateix, les brases del foc estaven cremant l'estructura del globus i s'havien d'eliminar amb esponges. Com que semblava que podrien destruir el globus, Pilâtre es va treure el seu abric per aturar el foc.